# Călugăreni (Giurgiu)
Pour les articles homonymes, voir Călugăreni.
Călugăreni est une commune du județ de Giurgiu en Roumanie.